# 阿里茨·阿杜里斯
阿里茨·阿杜里斯·蘇比迪亞（西班牙語：Aritz Aduriz Zubeldia，發音：[ˈaɾits aˈðuɾiθ]；巴斯克語發音：[aɾits̻ aðuɾis̻]；1981年2月11日—），是一名前西班牙足球運動員，擔任前鋒，曾效力西甲球會毕尔巴鄂。 他擁有出色的把握力、彈跳力及頭鎚技術。是一位連續15季皆在西甲聯賽取得入球的射手。2020年5月宣佈退役。

## 俱樂部

### 畢爾包
2000年從西乙球隊Aurrea加盟 , 年輕的阿杜里斯 (當時只有19歲)被球隊放至西乙的畢爾包 B隊上陣 , 3季下來是球隊正選前鋒 , 入球不多 , 球風樸實無華。 
2002/03賽季他被提拔至畢爾包一隊 , 可惜當時陣中前鋒主力為烏塞斯和艾斯基羅 , 加上嚴重傷病例 , 阿杜里斯上陣時間不多 , 最終一季下來只有2,3次出場機會。 之後他被租借至西乙布戈斯 , 後約滿自由身加盟華拉度列。
兩支也是西乙球隊 , 但兩次加盟阿杜里斯也成為球隊的神射手 , 一個高效的西乙神射手
2005年球夏天 , 阿杜里斯被畢爾包從西乙華拉度列買回 , 轉會費約200萬 , 原意是為年輕時多傷的前鋒洛蘭迪找一個替代者 , 誰知洛蘭迪在阿杜里斯加盟後卻傷病大減 , 重返球隊正選前鋒位置 , 而阿杜里斯則成為他的後備。雖然只是在有限的出場時間上陣 , 但是他還是取得不少入球。
他這時已希望得到正選機會 , 因此向球會申請轉會 , 最終他以400萬加盟了馬略卡。 

### 馬略卡
在馬略卡的兩季 , 他終成為一隊西甲球隊的正選前鋒 , 兩季他也取得雙位數的入球 , 更曾幫助球隊取得聯賽第5的佳績。進軍歐洲杯賽。

### 華倫西亞
在2010/11球季 , 29歲的他事業更上一層樓 , 加盟了華倫西亞 , 轉會費400萬 ; 同時加盟的還有從基達菲加盟的蘇達度 , 而1月轉會期時 , 華倫也從巴甲簽下前鋒莊拿斯。 
在華倫的首季 , 雖然有兩位射手同隊競爭 , 但是阿度里斯仍在各項賽事取得18個入球 , 成為球隊第二射手 , 懂次於蘇達度。 同年他首次被徵召西班牙國家隊 , 在2012歐洲國家杯資格賽後備上陣出戰立陶宛 。
可惜在接下來的一季 , 一次西維爾的聯賽比賽 , 他因衝動對對方球員動武 , 拿下了一張紅牌 , 這場紅牌令他停賽 , 也令他在華倫西亞的生涯出現大起伏 , 當他重返球隊時 , 位置已被大勇的莊拿斯奪去 , 該季下來 , 阿杜里斯漸成第三前鋒。 出場時間比第一季少了很多。
這時的阿杜里斯已三十歲 , 前路茫茫 , 但想不到希望他加盟的是畢爾包的新領隊比爾沙。 最初阿杜里斯是不希望加盟的 , 因為他之前離開是因為洛蘭迪在隊中 , 他不願再成為他的後備。
但比爾沙表示這次情況不同了 , 因為洛蘭迪希望轉會 ....

### 回巢畢爾包
2012/13球季 , 他第三次加盟畢爾包 , 他也成為該球隊唯一的收購 , 第三次加盟的阿杜里斯 , 不斷在進球 , 不斷在進步 , 又一個愈老愈強神話。回歸後的首個球季，他憑出色表現，很快便取代因拒絕續約而遭雪藏的洛蘭迪，成為畢爾包正選前鋒，並且攻入18球，當中14球在西甲聯賽取得。
2013/14球季,洛蘭迪離隊加盟祖雲達斯後 , 阿杜里斯獨挑大樑 , 成為球隊的前線絕對主力 , 提供穩定的入球 , 幫助球隊打入西甲前四。2014年2月28日，他更大演帽子戲法，協助球隊以4-0大勝格蘭納達。
2014/15球季，阿杜里斯在2015年2月8日，對陣巴塞隆拿的西甲賽事中，射入個人的第一百個西甲入球。國王盃方面，他貢獻5個入球，協助畢爾包晉身決賽，可惜最終面對巴塞隆拿飲恨而回。
2015/16球季，西班牙超級盃由畢爾包與巴塞隆拿角逐，首回合阿度里斯大演帽子戲法，畢爾包以4-0先拔頭籌。次回合，他又攻入一球，兩回合合共四次射破巴塞隆拿的大門，成為球隊奪冠的重要功臣。這個賽季他在各項賽事合共攻入36球，當中亦不乏金球，當中2016年1月24日對陣伊巴的西甲賽事中，他以美妙的倒掛射入一球。2016年2月18日，歐霸盃32強賽事，他以一腳遠程的窩利射球，攻破法甲球隊馬賽的大門。2016年3月，他憑三個入球，奪得西甲的每月最佳球員，是首位奪得此項榮譽的畢爾包球員。於歐霸盃賽事中，他以10球成為該屆賽事的神射手。
2016/17球季，阿杜里斯再次締造驚人的紀錄，他在2016年11月3日的歐霸盃賽事中，面對比利時球隊亨克，個人獨取五球(當中包括三球十二碼)，是歐霸盃史上第一人。亦是史上第二位西班牙球員一場攻入五球。